# Альтенхаген (Деммин)
Альтенхаген (нем. Altenhagen) — община в Германии, в земле Мекленбург-Передняя Померания.
Входит в состав района Деммин. Подчиняется управлению Трептовер Толлензевинкель. Население составляет 333 человека (на 31 декабря 2010 года). Занимает площадь 11,05 км².
Коммуна подразделяется на 3 сельских округа.